# Pequeñeces...
Pequeñeces... es una película española dirigida por Juan de Orduña, estrenada en el cine Rialto de Madrid el 11 de marzo de 1950 y basada en la novela homónima de Luis Coloma.
Se trata de una lujosa superproducción de Cifesa, con un presupuesto de cuatro millones de pesetas, de los que 400.000 se destinaron a diecinueve vestidos de seda natural para la protagonista y más de 100.000 a la construcción de los decorados de vestíbulos, salones y calles de Madrid, como la de Alabarderos, próxima a la Plaza Mayor. 
Es la continuación de la rentable colaboración entre Juan de Orduña y Aurora Bautista, que en plena popularidad tras el éxito de Locura de amor (1948), estrenaron ese mismo año Agustina de Aragón. El protagonista infantil fue Carlos Larrañaga, actor muy popular y solicitado a partir de entonces.

## Argumento
Ambientada en el último tercio del siglo XIX, el niño Paquito sale del internado en el que estudia para pasar las vacaciones con su madre, la condesa de Albornoz. Pronto se apercibe, sin embargo, de la vida disoluta que lleva la mujer, quien, pese a estar casada, mantiene relaciones con distintos hombres. Esta actitud conducirá al rechazo social y también al de su propio hijo.

## Premios
6.ª edición de las Medallas del Círculo de Escritores Cinematográficos
| Categoría               | Persona        | Resultado |
| ----------------------- | -------------- | --------- |
| Mejor actriz secundaria | Elena Salvador | Ganadora  |

- Tercer premio del Sindicato Nacional del Espectáculo.

- Fotogramas de Plata al mejor intérprete de cine español a Jesús Tordesillas.

## Reparto
| Intérprete                    | Personaje                            |
| ----------------------------- | ------------------------------------ |
| Aurora Bautista               | Curra                                |
| Jorge Mistral                 | Jacobo Téllez, marqués de Sabadell   |
| Lina Yegros                   | Elvira, marquesa de Sabadell         |
| Jesús Tordesillas             | Padre Cifuentes                      |
| Elena Salvador                | Isabel                               |
| María Asquerino               | Leopoldina Pastor                    |
| Juan Espantaleón              | Martínez, Ministro de la Gobernación |
| Ricardo Acero                 | Juan Velarde                         |
| Juan Vázquez                  | Fernando Luján, conde de Albornoz    |
| Félix Fernández               | Frasquito                            |
| Ramón Martori                 | Marqués de Butrón                    |
| Fernando Aguirre              | Cura                                 |
| Valeriano Andrés              | Cronista de sociedad                 |
| Manuel Arbó                   | Cochero                              |
| Rafael Arcos                  | Amigo de Curra                       |
| Francisco Bernal              | Contertulio                          |
| Tomás Blanco                  |                                      |
| María Cañete                  | Kate                                 |
| María Cuevas                  |                                      |
| Alfonso de Córdoba            | Joyero                               |
| Manuel de Juan                | Médico                               |
| Manuel Dicenta                | Jefe de Policía                      |
| Carlos Díaz de Mendoza        | Hombre de pie en el palco            |
| Fernando Fernández de Córdoba | Diógenes                             |
| Rosario García Ortega         | Carmen Tagle                         |
| Manuel Guitián                | Cura                                 |
| Casimiro Hurtado              | Contertulio                          |
| Carlos Larrañaga              | Paquito                              |
| Arturo Marín                  | Militar conspirador                  |
| Guillermo Marín               | Conspirador                          |
| José Masi                     | Obispo                               |
| Sara Montiel                  | Monique                              |
| Eloísa Muro                   | Amiga de Curra                       |
| Miguel Pastor                 | Lector                               |
| Nicolás D. Perchicot          | Germán                               |
| Jacinto San Emeterio          | Cura en altar                        |
| José Luis Sanjuán             | Alfonsito Téllez                     |
| Luis Sanz                     | Niño                                 |
| Aníbal Vela                   | General                              |
| María Victorero               |                                      |
| Ángel Álvarez                 | Criado de Jacobo                     |